# Black Dju
Pour plus de détails, voir Fiche technique et Distribution.
Black Dju est un film belgo-luxembourgeois de Pol Cruchten sorti en 1997.

## Synopsis
L'inspecteur Plettschette et Dju, un jeune cap-verdien, partent à la recherche du père de Dju qui a immigré au Luxembourg.

## Fiche technique
- Titre : Black Dju
- Réalisation : Pol Cruchten
- Scénario : Frank Feitler, Pol Cruchten
- Musique : André Mergenthaler
- Production : Radio Télévision Belge Francophone
- Pays :  Belgique,  Luxembourg,  Portugal
- Genre : Comédie
- Durée : 80 minutes
- Date de sortie : 26 novembre 1997

## Distribution
- Philippe Léotard : Inspecteur Plettschette
- Richard Courcet : Dju
- Patrice-Flora Praxo : Zeca
- Cesária Évora : Maria Dela
- Adama Kouyaté : Joseph Touré
- Myriam Mézières : La femme seule dans le café
- François Hadji-Lazaro : Louis
- Manu Dibango
- François Morel : Gérard de Foyer
- Théo Légitimus : Gomez
- Corinne Meinier : La douanière